# Тойшниц
Тойшниц (нем. Teuschnitz) — город в Германии, районный центр, расположен в земле Бавария.
Подчинён административному округу Верхняя Франкония. Входит в состав района Кронах. Население составляет 2051 человек (на 31 декабря 2010 года). Занимает площадь 34,26 км². Официальный код — 09 4 76 180.
Город подразделяется на 3 городских района.

## Население
По оценке на 31 декабря 2015 года население общины Тойшниц составляет 2020 чел. 

| Дата      | 1840 | 1871 | 1900 | 1925 | 1939 | 1950 | 1961 | 1970 | 1987 | 2011 |
| --------- | ---- | ---- | ---- | ---- | ---- | ---- | ---- | ---- | ---- | ---- |
| Население | 1512 | 1794 | 1886 | 2386 | 2594 | 2955 | 2716 | 2728 | 2485 | 2112 |

| Год       | 1960 | 1970 | 1980 | 1990 | 2000 | 2009 | 2010 | 2011 | 2012 | 2013 | 2014 | 2015 |
| --------- | ---- | ---- | ---- | ---- | ---- | ---- | ---- | ---- | ---- | ---- | ---- | ---- |
| Население | 2755 | 2724 | 2509 | 2607 | 2378 | 2079 | 2051 | 2092 | 2062 | 2057 | 2013 | 2020 |